# Моніка Юнус
Моніка Юнус (нар. 1979, Читтагонг, Бангладеш) — американська оперна співачка (сопрано). Закінчила Джульярдську школу.

## Життєпис
Моніка Юнус народився у 1979 році в Читтагонг, Бангладеш, у сім'ї Мохаммада Юнуса та Віри Форостенко.